# Pierre Glandin
Pierre Glandin est un homme politique français né le 29 juin 1780 à Masclat (Lot) et décédé le 30 janvier 1865 à Gourdon (Lot).

## Biographie
Procureur impérial à Gourdon, il est député du Lot en 1815, pendant les Cent-Jours. Rallié à la Restauration, il devient président du tribunal de Gourdon, conservant cette fonction jusqu'au Second Empire.

## Sources
- Ressource relative à la vie publique :   - Base Sycomore
- « Pierre Glandin », dans Adolphe Robert et Gaston Cougny, Dictionnaire des parlementaires français, Edgar Bourloton, 1889-1891 [détail de l’édition]